# 암의 역사

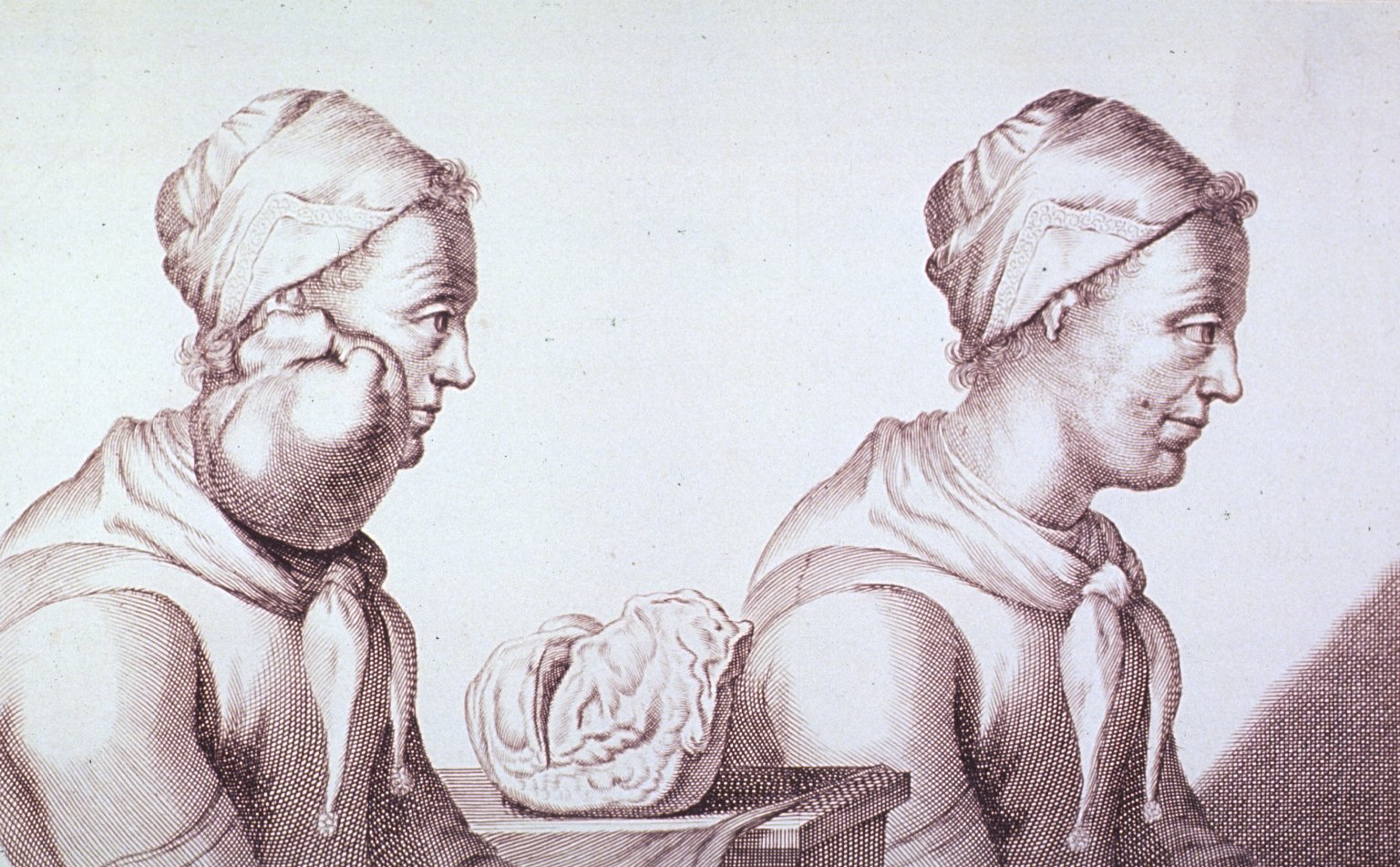
1689년 수술로 제거된 종양.

암의 역사는 종양학 분야의 발전과 의학사에서의 역할을 설명한다. 또한 공중보건, 병원, 사회 및 문화사에서의 역할도 다룬다.

## 초기 진단
2016년, 남아프리카 비트바테르스란트 대학교 의과대학 해부학 박사 과정 학생인 에드워드 존 오데스 박사와 동료들은 170만 년 전의 골육종을 보고했는데, 이는 가장 오래된 악성 호미닌 암으로 기록되었다.
암에 대한 가장 초기의 알려진 설명은 고대 이집트의 여러 파피루스에 나타난다. 기원전 1600년경(기원전 2500년경의 텍스트의 단편적인 사본일 가능성 있음)에 작성된 에드윈 스미스 파피루스에는 암에 대한 설명과 함께 유방 종양을 지짐술로 제거하는 절차에 대한 설명이 있으며, 질병에는 치료법이 없다고 명시되어 있다. 그러나 암 발병은 드물었다. 맨체스터 대학교의 연구에 따르면, "수백 구의 이집트 미라를 조사한 결과 한 건의 사례만 발견되었으며, 문헌 자료에서 암에 대한 언급은 거의 없었다."
히포크라테스( 기원전 460년c. –  기원전 370년c.)는 여러 종류의 암을 καρκινος(carcinos)라는 용어로 지칭했는데, 이는 그리스어로 '게' 또는 '가재'를 의미하며, carcinoma도 사용했다. 이는 고형 악성 종양의 절개면에서 "게가 다리를 가지고 있듯이 사방으로 뻗어 있는 혈관"이 나타나는 모습에서 유래했다. 그리스 전통에 따라 시신을 열어보는 것이 금지되었으므로, 히포크라테스는 피부, 코, 유방에 겉으로 보이는 종양만을 묘사하고 그림을 그렸다. 치료는 네 가지 체액(흑담즙, 황담즙, 혈액, 점액)의 사체액설에 기반을 두었다. 환자의 체액에 따라 식단, 사혈 및 완하제 치료가 이루어졌다.
켈수스( 기원전 25년c. – 서기 50년)는 carcinos를 게나 가재를 뜻하는 라틴어인 cancer로 번역했다.
서기 2세기, 그리스 의사 갈레노스는 모든 종양을 묘사하기 위해 oncos (그리스어로 '부기')를 사용했으며, 악성 종양에는 히포크라테스의 용어인 carcinos를 남겨두었다. 갈레노스는 또한  -oma 접미사를 사용하여 암성 병변을 나타냈다. 갈레노스의 사용에서 현대어인 종양학이 유래했다.
수세기 동안 암이 신체 어느 곳에서나 발생할 수 있다는 것이 발견되었지만, 히포크라테스의 체액설 기반 치료법은 19세기까지 인기를 유지했다.

## 16세기–19세기

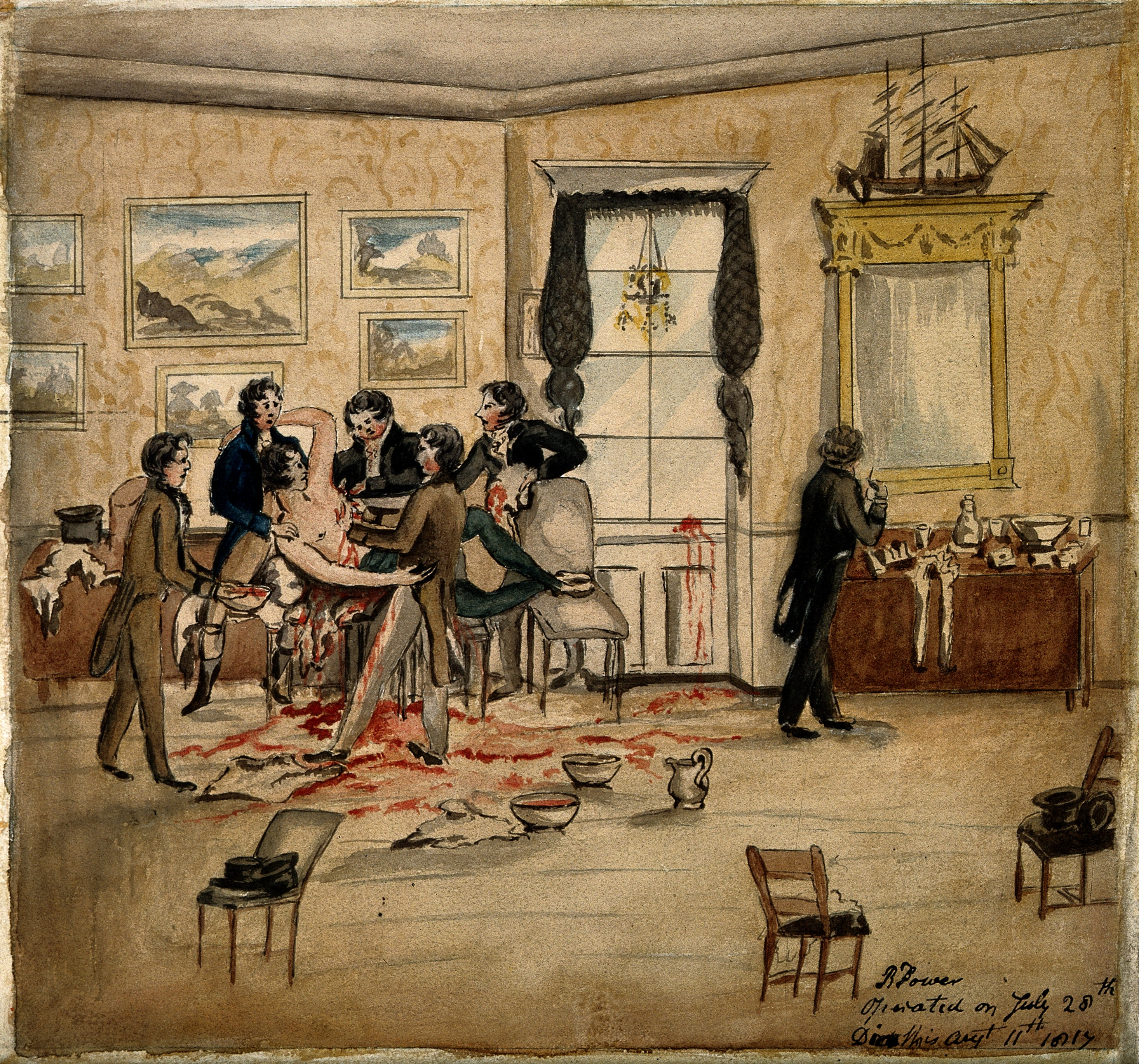
악성 종양을 제거하는 수술, 1817년

16세기와 17세기에는 의사들이 사망 원인을 밝히기 위해 시신을 검시하는 것이 더 허용되었다. 독일의 교수 빌헬름 파브리는 유방암이 유관 내 우유 응고로 인해 발생한다고 믿었다. 데카르트의 추종자였던 네덜란드의 교수 프랑수아 드 라 보에 실비우스는 모든 질병이 화학 과정의 결과이며, 산성 림프액이 암의 원인이라고 믿었다. 그의 동시대인 니콜라스 툴프는 암이 천천히 퍼지는 독이며, 감염병이라고 결론지었다. 1600년대에 암은 비속하게 "늑대"라고 불렸다.
암의 첫 번째 원인은 1775년 영국의 외과의사 퍼시벌 포트에 의해 밝혀졌는데, 그는 음낭암이 굴뚝 청소부들 사이에서 흔한 질병임을 발견했다. 다른 개별 의사들의 연구는 다양한 통찰력을 제공했지만, 의사들이 함께 일하기 시작하면서 더 확고한 결론을 내릴 수 있었다.
18세기에 현미경이 널리 사용되면서 '암 독'이 결국 원발성 종양에서 림프절을 통해 다른 부위로 퍼진다는 것(전이)이 발견되었다. 이 질병에 대한 관점은 영국의 외과의사 캠벨 드 모건에 의해 1871년에서 1874년 사이에 처음으로 정립되었다. 암 치료를 위한 수술은 위생 문제로 인해 결과가 좋지 않았다. 저명한 스코틀랜드 외과의사 알렉산더 먼로는 60명의 유방 종양 환자 중 2명만이 2년 동안 수술 후 생존하는 것을 보았다. 19세기에 무균법이 수술 위생을 개선했고, 생존 통계가 높아지면서 종양의 외과적 제거가 암의 주요 치료법이 되었다. 19세기 후반에 윌리엄 콜리는 무균법 이전의 수술 후 완치율이 더 높았다고 생각하여(그리고 종양에 박테리아를 주입하여 혼합된 결과를 얻음) 암 치료는 종양을 제거하는 외과 의사의 개인적인 기술에 의존하게 되었다. 그의 결과의 근본적인 원인은 감염이 면역계를 자극하여 남아있는 종양 세포를 파괴하기 때문일 수 있다. 같은 시기에 신체가 다양한 조직으로 이루어져 있으며, 이는 다시 수백만 개의 세포로 이루어져 있다는 생각이 신체의 화학적 불균형에 대한 고대의 체액설에 대한 믿음을 사라지게 했다.

## 메커니즘

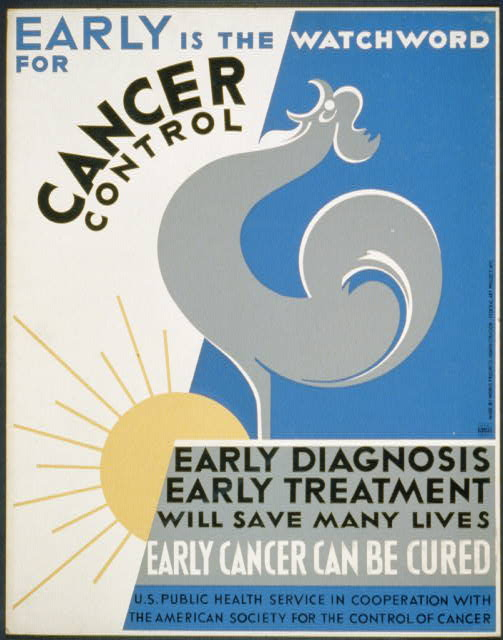
1938년 미국 암 통제 협회 포스터.

암의 유전적 근거는 1902년 뮌헨과 나중에 뷔르츠부르크의 동물학 교수인 독일 동물학자 테오도어 보베리에 의해 밝혀졌다. 그는 자신이 발견하고 이름을 붙인 구조인 중심체의 여러 복사본을 가진 세포를 생성하는 방법을 발견했다. 그는 염색체가 서로 다르고 다른 유전 요인을 전달한다고 가정했다. 그는 염색체 돌연변이가 무제한적인 성장 잠재력을 가진 세포를 생성하여 후손에게 전달될 수 있다고 제안했다. 그는 세포 주기 검문소, 종양억제유전자 및 암유전자의 존재를 제안했다. 그는 암이 방사선, 물리적 또는 화학적 손상, 또는 병원성 미생물에 의해 발생하거나 촉진될 수 있다고 추측했다.

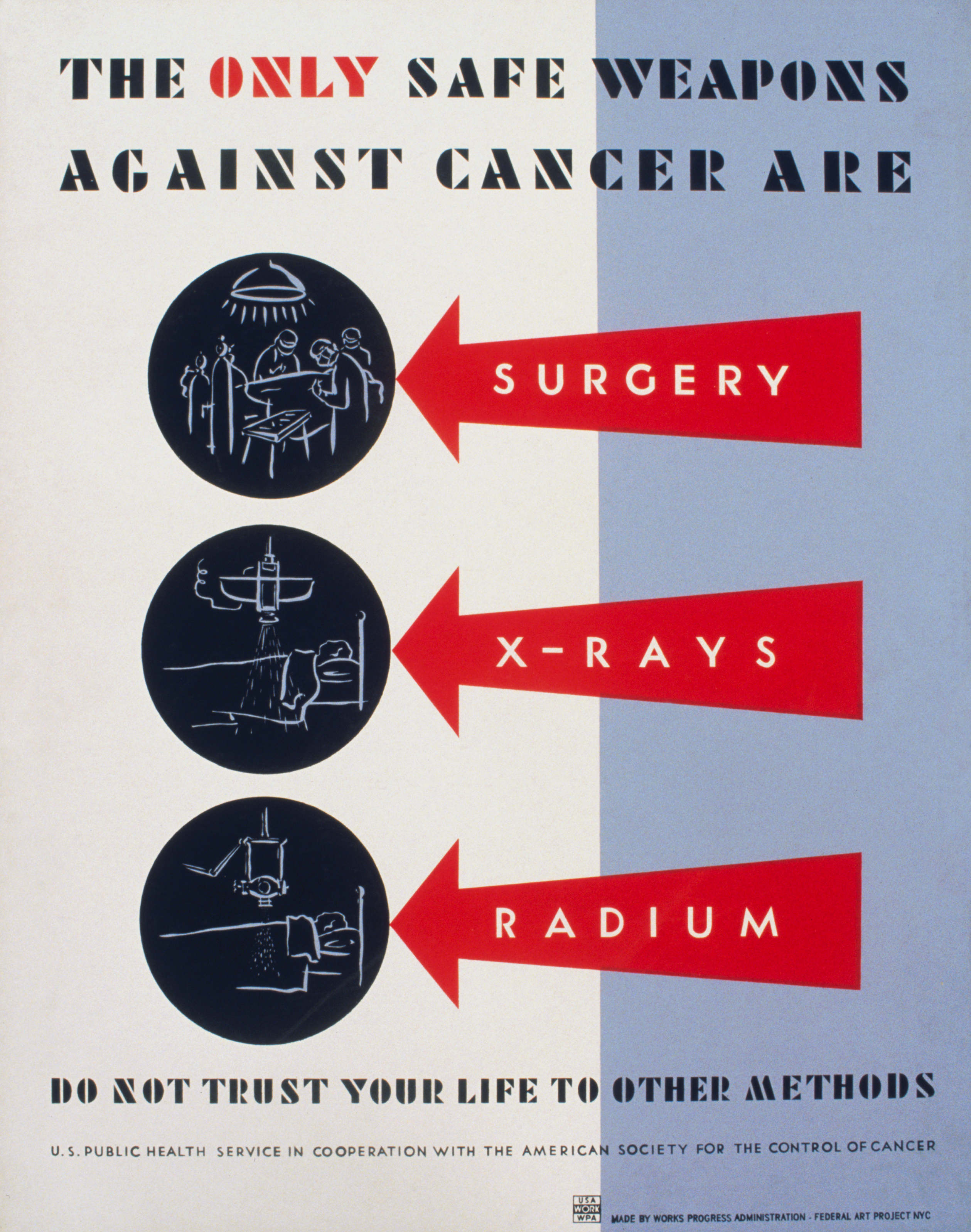
1938년 포스터는 수술, X선 및 라듐을 암의 적절한 치료법으로 식별한다.

## 치료법
마리 퀴리와 피에르 퀴리가 19세기 말 방사선을 발견했을 때, 그들은 최초의 효과적인 비수술적 암 치료법을 우연히 발견했다. 방사선과 함께 암 치료에 대한 다학제적 접근의 첫 징후도 나타났다. 외과의사는 더 이상 홀로 수술하는 것이 아니라 병원의 방사선 전문의와 협력하여 환자를 도왔다. 이로 인해 발생한 의사소통의 복잡성과 환자의 집이 아닌 병원 시설에서의 치료 필요성은 또한 환자 데이터를 병원 파일에 취합하는 병렬적인 과정을 만들어냈고, 이는 결국 최초의 통계적 환자 연구로 이어졌다.
미국 암협회는 1913년 뉴욕에서 15명의 의사와 사업가들이 미국 암 통제 협회(ASCC)라는 이름으로 설립했다. 현재의 이름은 1945년에 채택되었다.
암 역학의 초석이 된 연구는 재닛 레인클레이폰의 연구로, 그녀는 1926년 영국 보건부를 위해 500건의 유방암 사례와 동일한 배경과 생활 방식을 가진 500명의 대조 환자를 비교 연구하여 발표했다. 그녀의 암 역학에 대한 획기적인 연구는 리처드 돌과 오스틴 브래드포드 힐에 의해 이어졌으며, 이들은 1956년에 "폐암 및 흡연과 관련된 기타 사망 원인. 영국 의사 사망률에 대한 두 번째 보고서"를 발표했다(일명 영국 의사 연구). 리처드 돌은 1968년에 런던 의학 연구 센터(MRC)를 떠나 옥스퍼드 암 역학 단위를 시작했다. 컴퓨터를 사용하여 이 단위는 대량의 암 데이터를 처음으로 취합했다. 현대 역학 방법은 질병 및 공중보건 정책의 현재 개념과 밀접하게 연결되어 있다. 지난 50년 동안, 환경 및 문화적 요인이 암 발병에 미치는 상호 의존성을 연구하기 위해 의료 행위, 병원, 주, 심지어 국가 경계를 넘어 데이터를 수집하는 데 많은 노력이 기울여졌다.
암 환자 치료 및 연구는 제2차 세계 대전까지 개별 의사의 진료에 한정되었지만, 의학 연구 센터는 질병 발병률에 국제적으로 큰 차이가 있다는 것을 발견했다. 이러한 통찰력은 국가 공중보건 기관들이 진료와 병원을 아우르는 건강 데이터를 취합할 수 있도록 했고, 이는 오늘날 많은 국가에서 볼 수 있는 과정이다. 일본 의료계는 히로시마·나가사키 원자폭탄 투하 희생자들의 골수가 완전히 파괴되었다는 것을 관찰했다. 그들은 병든 골수도 방사선으로 파괴될 수 있다고 결론 내렸고, 이는 백혈병 치료를 위한 골수 이식의 개발로 이어졌다. 제2차 세계 대전 이후, 암 치료의 추세는 기존 치료 방법을 미세 수준에서 개선하고, 표준화하며, 역학 및 국제 협력을 통해 치료법을 찾기 위해 세계화하는 것이다.
1968년 마이클 A. 엡스타인, 버트 아콩, 그리고 이본 바는 최초의 인간 암 바이러스인 엡스타인-바 바이러스를 확인했다.

## 암과의 전쟁
미국에서 암과의 '전쟁'은 원인과 치료법에 대한 연구 확장에 초점을 맞췄다. 이 전쟁은 1971년 국가 암법과 함께 시작되었다.
이 법은 "공중 보건 서비스법을 개정하여 미국 국립암연구소를 강화하고 암에 대한 국가적 노력을 보다 효과적으로 수행하기 위함"이었다.
이 법은 당시 리처드 닉슨 대통령에 의해 1971년 12월 23일 서명되어 발효되었다.
1973년, 암 연구는 냉전 사건으로 이어졌는데, 이 사건에서 공동 연구된 종양바이러스 샘플이 헬라 세포에 오염된 것으로 밝혀졌다.
1984년, 하랄트 추어 하우젠은 자궁경부암의 약 70%를 유발하는 HPV16과 HPV18을 처음으로 발견했다. 인간 유두종 바이러스(HPV)가 인간 암을 유발한다는 발견으로 추어 하우젠은 2008년 노벨상을 수상했다.
1971년부터 2007년까지 미국은 암 연구에 2,000억 달러 이상을 투자했다. 이 총액은 공공 및 민간 부문, 재단으로부터의 자금을 포함한다.
이 상당한 투자에도 불구하고, 미국은 1950년에서 2005년 사이에 암 사망률(인구 규모와 연령 조정)이 겨우 5% 감소하는 데 그쳤다. 암 발병률과 사망률이 나이가 들면서 크게 증가하므로, 평균 수명 연장이 이에 기여하는 요인일 수 있다. 암 진단을 받은 사람 5명 중 3명 이상이 65세 이상이다.

## 같이 보기
- 암, 2015년 다큐멘터리 영화

## 추가 문헌
- DeVita V.T. and S.A. Rosenberg "Two Hundred Years of Cancer Research," New England Journal of Medicine (2012) 366#23 pp.2207–2214 pmid = 22646510 | pmc = 6293471 | doi = 10.1056/NEJMra1204479

- DeVita Jr, Vincent T., and Edward Chu. "A history of cancer chemotherapy." Cancer research 68.21 (2008): 8643-8653. 온라인.

- Faguet, Guy B. "A brief history of cancer: age‐old milestones underlying our current knowledge database." International journal of cancer 136.9 (2015): 2022-2036. 온라인, 1942년까지.

- Hajdu, Steven I. "A note from history: landmarks in history of cancer, part 1." Cancer 117.5 (2011): 1097-1102. 온라인, 서기 1400년까지

- - Hajdu, Steven I. "A note from history: landmarks in history of cancer, part 3." Cancer 118.4 (2012): 1155-1168. 온라인

- - Hajdu, Steven I. "A note from history: landmarks in history of cancer, part 4." Cancer 118.20 (2012): 4914-4928. 온라인

- Kneese, Allen V., and William D. Schulze. "Environment, Health, and Economics--The Case of Cancer." American Economic Review 67.1 (1977): 326-332. 온라인

- Moscucci, Ornella.  "Gender and Cancer in Britain, 1860-1910: The Emergence of Cancer as a Public Health Concern" American Journal of Public Health 95#8 (2005): 1312-21.

- Mukherjee S (2010). 《모든 악의 황제: 암의 전기》. 뉴욕: 스크리브너. ISBN 978-1-4391-0795-9., 의사가 쓴 주요 학술 역사

- Patterson, James T. A Dread Disease: Cancer in Modern American Culture (1987) 이 책의 리뷰. 정치 역사가가 쓴 대중 반응의 주요 역사

- Rather, L. J. The genesis of cancer : a study in the history of ideas (1978),  1890년대까지 질병에 대한 이론.  온라인

- Sudhakar, Akulapalli. "History of cancer, ancient and modern treatment methods." Cancer Science & Therapy 1.02 (2009) 온라인